# Чернети
Че́рнети (лат. Aythya) — род птиц семейства утиных, близкий к ныркам (Netta); sensu lato их также иногда называют нырка́ми. Это птицы с коренастым телосложением, короткой шеей и относительно крупной головой. Клюв чёрного или серого цвета. Ноги короткие и смещены назад, тёмно-серого цвета; на задних пальцах имеются кожистые лопасти. Клюв широкий, длинный, значительно уплощён. Почти у всех видов на крыльях имеется широкая светлая полоса. Чернети большую часть времени проводят на воде; хорошие ныряльщики — при добывании корма со дна водоёмов они заныривают полностью либо частично, оставляя заднюю часть на поверхности. В отличие от речных уток, на воде имеют низкую осадку, и хвост держат опущенным. Взлетают с небольшого разбега, тогда как речные утки почти вертикально. На сушу выходят редко.

## Происхождение названия
Латинское название рода Aythya имеет древнегреческие корни — некая морская птица под названием aithuia упоминается в трудах Аристотеля, Исихия Александрийского и других древних авторов. В более поздних источниках это название не привязывается к какому-либо конкретному виду, но часто ассоциируется с различными морскими пернатыми.

## Описание
На территории России гнездится 5 видов чернетей. Хохлатая чернеть обитает почти на всей территории страны, за исключением районов крайнего севера. Красноголовый нырок широко распространён в европейской и азиатской части к западу от Якутии. Бэров нырок встречается в Восточном Забайкалье, Приамурье и Приморье. Белоглазый нырок обитает в основном на юге Европейской части России южнее Псковской, Смоленской, Калужской, Рязанской областей, Татарстана и Башкирии, а также в Южной Сибири у подножий Алтая и долины Урунгу. Места гнездовий морской чернети — тундровая и лесотундровая зоны России на всём протяжении с запада на восток. Ареал американского красноголового нырка полностью находится на американском континенте; в России отмечены лишь случайные залёты на остров Большой Ляховский в Новосибирском архипелаге. Чернети ведут преимущественно стайный образ жизни, и не только осенью, в предперелётный период.

…Недаром дано этой породе уток собирательное имя: они появляются не очень рано весной, всегда огромными стаями; не только в одиночку или попарно, но даже маленькими стайками я никогда их не встречал. Обыкновенно садятся они на большие, чистые пруды или озера и густым чёрным покрывалом одевают светлую воду. Вода буквально кажется черною, а потому и в этом отношении верно дано им название чернь. Они бывают у нас только пролётом: весной и осенью; на больших водах держатся долго, особенно в хорошую, теплую осень.— Сергей Аксаков, «Записки ружейного охотника Оренбургской губернии»

## Классификация
Международный союз орнитологов выделяет 12 видов:
- Парусиновый нырок (Aythya valisineria)
- Американский красноголовый нырок (Aythya americana)
- Красноголовый нырок (Aythya ferina)
- Австралийский нырок (Aythya australis)
- Мадагаскарский нырок (Aythya innotata)
- Нырок Бэра (Aythya baeri)
- Белоглазый нырок (Aythya nyroca)
- Новозеландская чернеть (Aythya novaeseelandiae)
- Ошейниковая чернеть (Aythya collaris)
- Хохлатая чернеть (Aythya fuligula)
- Морская чернеть (Aythya marila)
- Малая морская чернеть (Aythya affinis)